# Ваду (Муреш)
Ваду (рум. Vadu) — село у повіті Муреш в Румунії. Входить до складу комуни Вергата.
Село розташоване на відстані 262 км на північний захід від Бухареста, 18 км на північний схід від Тиргу-Муреша, 92 км на схід від Клуж-Напоки, 123 км на північний захід від Брашова.

## Населення
За даними перепису населення 2002 року у селі проживали 295 осіб.
Національний склад населення села:
| Національність | Кількість осіб | Відсоток |
| -------------- | -------------- | -------- |
| угорці         | 217            | 73,6%    |
| цигани         | 77             | 26,1%    |

Рідною мовою назвали:
| Мова      | Кількість осіб | Відсоток |
| --------- | -------------- | -------- |
| угорська  | 218            | 73,9%    |
| циганська | 76             | 25,8%    |